# Přívozy na Otavě
Článek přívozy na Otavě uvádí zjištěné říční přívozy provozované na řece Otavě. 

## Zaniklé přívozy
- Přívoz Podskalí (Strakonice): nacházel se v části Strakonic ležící před soutokem s Volyňkou. O bývalém přívozu informují tabulky naučné stezky.[1]
- Otavský přívoz pod Zvíkovem: těsně před soutokem s Vltavou. Dnes do těchto míst zasahuje Orlická nádrž, takže přívoz nejpozději kolem roku 1960 zanikl. V blízkosti byl největší a nejobávanější jez a plavecký hostinec U Smrtů, který ležel na levém břehu proti hradu Zvíkov přímo v úrovni jezu. Posledním majitelem i převozníkem tam byl pan Václav Smrt. Přívoz před soutokem byl i na Vltavě.